# Eudistoma
Eudistoma is een geslacht van kolonievormende zakpijpen. De wetenschappelijke naam werd in 1909 gepubliceerd door Maurice Caullery. Oorspronkelijk werd het beschreven als een subgenus van het geslacht Distoma.
Eudistoma is het meest soortenrijke geslacht uit de familie Polycitoridae, met meer dan 120 geldige soorten. Ze komen voor in tropische en gematigde wateren; enkele soorten zijn ook aangetroffen bij Antarctica en in subtropisch gebied.
Uit diverse zakpijpensoorten zijn biologisch actieve alkaloïden geïsoleerd, die in meer of mindere mate cytotoxisch zijn. Een groep van deze stoffen wordt aangeduid met de algemene naam eudistomine, hoewel ze niet alleen bij Eudistoma-soorten voorkomt. Ze worden onderzocht naar de mogelijkheid voor de ontwikkeling van nieuwe antibiotica en kankerbestrijdingsmiddelen. Eudistomine E bijvoorbeeld, is een krachtige cytotoxische stof, die geïsoleerd is uit Eudistoma olivaceum, Eudistoma glaucum en Eudistoma album.

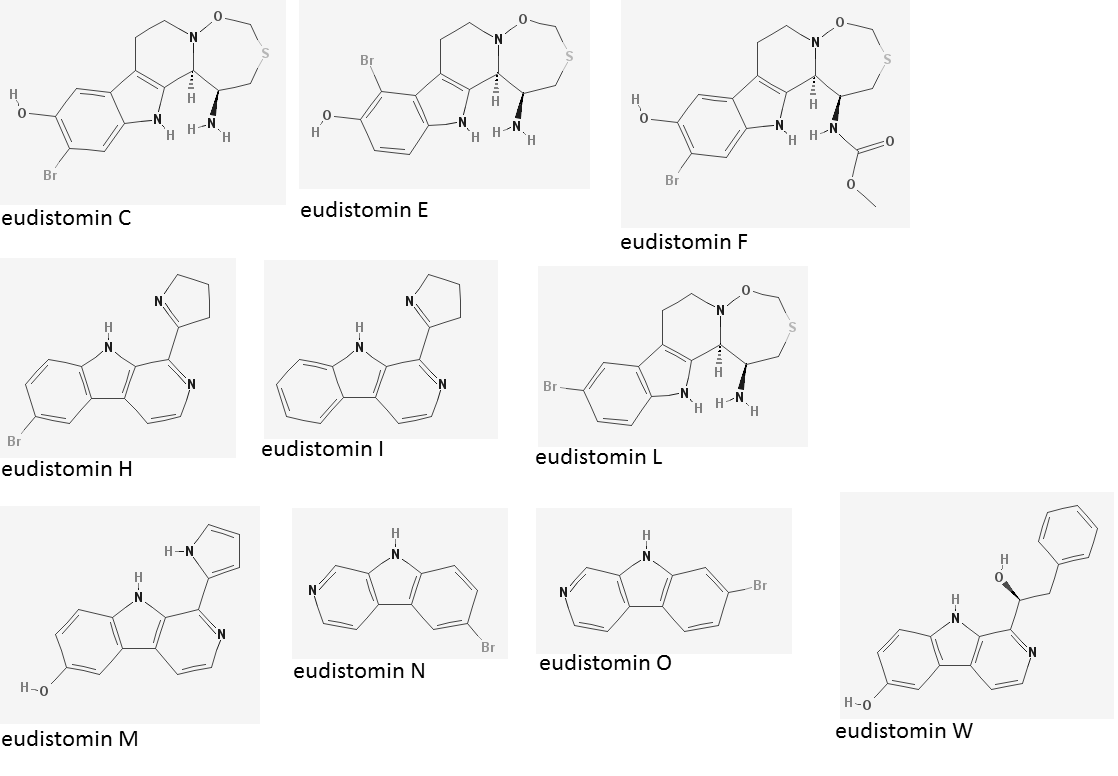
Structuurformule van enkele eudistomines

## Soorten
- Eudistoma accrum Millar, 1953
- Eudistoma albatrossae Tokioka, 1967
- Eudistoma album Monniot F., 1988
- Eudistoma almadiense Pérès, 1953
- Eudistoma alvearium Oliveira, Gamba & Rocha, 2014
- Eudistoma amploides Tokioka, 1962
- Eudistoma amplum (Sluiter, 1909)
- Eudistoma anaematum Kott, 1990
- Eudistoma angolanum (Michaelsen, 1914)
- Eudistoma arenacea (Sluiter, 1909)
- Eudistoma arenosum Kott, 1957
- Eudistoma atrum Monniot F. & Monniot C., 1997
- Eudistoma atypicum Monniot F. & Monniot C., 2006
- Eudistoma aureum Kott, 1990
- Eudistoma austerum Hartmeyer, 1909
- Eudistoma australe Monniot F., 1978
- Eudistoma banyulense (Brément, 1912)
- Eudistoma bifurcum Monniot F. & Monniot C., 2006
- Eudistoma bituminis  Monniot C., Monniot F., Griffiths & Schleyer, 2001
- Eudistoma bulbatum Kott, 1990
- Eudistoma caeruleum (Sluiter, 1909)
- Eudistoma capsulatum (Van Name, 1902)
- Eudistoma carnosum Kott, 1990
- Eudistoma carolinense Van Name, 1945
- Eudistoma caverium Meenakshi, 2002
- Eudistoma circumvallatum (Sluiter, 1900)
- Eudistoma clarum (Van Name, 1902)
- Eudistoma clavatum Rocha & Bonnet, 2008
- Eudistoma clivosum Sanamyan, Schories & Sanamyan, 2010
- Eudistoma constrictum Kott, 1990
- Eudistoma convocatum Kott, 2008
- Eudistoma costta (Della Valle, 1877)
- Eudistoma diaphanes Ritter & Forsyth, 1917
- Eudistoma discederata Kott, 1981
- Eudistoma eboreum Kott, 1990
- Eudistoma elongatum (Herdman, 1886)
- Eudistoma etiennae Monniot F., 2007
- Eudistoma fasciculum Monniot F. & Monniot C., 1996
- Eudistoma fluorescens Monniot F. & Monniot C., 2001
- Eudistoma fragum Monniot F., 1988
- Eudistoma fucatum Monniot F. & Monniot C., 2001
- Eudistoma gilboviride (Sluiter, 1909)
- Eudistoma glabrum (Sluiter, 1919)

- Eudistoma glaucum (Sluiter, 1909)
- Eudistoma globosum Kott, 1957
- Eudistoma gracilum Kott, 1990
- Eudistoma hepaticum (Van Name, 1921)
- Eudistoma hospitale Monniot F., 1998
- Eudistoma ifani Monniot F., 1969
- Eudistoma illotum (Sluiter, 1898)
- Eudistoma inauratum Monniot F. & Monniot C., 2001
- Eudistoma incrustatum Monniot F. & Monniot C., 1996
- Eudistoma incubitum Kott, 1990
- Eudistoma kauderni (Michaelsen, 1921)
- Eudistoma kaverium Meenakshi, 2002
- Eudistoma kurilense Sanamyan, 1993
- Eudistoma laboutei Monniot F. & Monniot C., 2006
- Eudistoma lakshmiani Renganathan, 1986
- Eudistoma laysani (Sluiter, 1900)
- Eudistoma loricatum Sluiter, 1909
- Eudistoma maculosum Kott, 1990
- Eudistoma magalhaensis (Michaelsen, 1907)
- Eudistoma magnum Médioni, 1968
- Eudistoma malum Kott, 1990
- Eudistoma marianense Tokioka, 1967
- Eudistoma mexicanum Van Name, 1945
- Eudistoma microlarvum Kott, 1990
- Eudistoma miniaceus (Sluiter, 1909)
- Eudistoma modestum Sluiter, 1898
- Eudistoma molle (Ritter, 1900)
- Eudistoma mucosum (Drasche, 1883)
- Eudistoma multiperforatum (Sluiter, 1909)
- Eudistoma murrayi (Kott, 1957)
- Eudistoma niveum Monniot F. & Monniot C., 2006
- Eudistoma obscuratum (Van Name, 1902)
- Eudistoma occultum Monniot C., Monniot F., Griffiths & Schleyer, 2001
- Eudistoma olivaceum (Van Name, 1902)
- Eudistoma one Monniot C. & Monniot F., 1987
- Eudistoma ovatum (Herdman, 1886)
- Eudistoma pachecae Van Name, 1945
- Eudistoma paesslerioides (Michaelsen, 1914)
- Eudistoma planum Pérès, 1948
- Eudistoma platense Van Name, 1945
- Eudistoma plumbeum (Della Valle, 1877)
- Eudistoma pluritestae Monniot F. & Monniot C., 2006
- Eudistoma posidonarium (Daumézon, 1908)

- Eudistoma pratulum Kott, 1990
- Eudistoma psammion Ritter & Forsyth, 1917
- Eudistoma punctatum Monniot F. & Monniot C., 2001
- Eudistoma purpureum Kott, 1990
- Eudistoma purpuropunctatum Lambert, 1989
- Eudistoma pustulosum Monniot F., 2012
- Eudistoma pyriforme (Herdman)
- Eudistoma ramosum Millar, 1953
- Eudistoma recifense Millar, 1977
- Eudistoma reginum Kott, 1990
- Eudistoma regularis (Sluiter, 1909)
- Eudistoma renieri (Hartmeyer, 1912)
- Eudistoma repens  Millar, 1977
- Eudistoma rhodopyge (Sluiter, 1898)
- Eudistoma rigidum Tokioka, 1955
- Eudistoma ritteri Van Name, 1945
- Eudistoma roseum Vazquez & Ramos-Espla, 1993
- Eudistoma rubiginosum Monniot F. & Monniot C., 1996
- Eudistoma rubrum Tokioka, 1954
- Eudistoma sabulosum Kott, 1990
- Eudistoma sagamiana  Tokioka, 1953
- Eudistoma saldanhta  Millar, 1977
- Eudistoma santamariae Breton & Monniot F., 2007
- Eudistoma segmentatum (Sluiter, 1909)
- Eudistoma sluiteri  Hartmeyer, 1909
- Eudistoma spiculiferum Millar, 1977
- Eudistoma stellatum Monniot F., 1988
- Eudistoma superlatum Kott, 1990
- Eudistoma surinamense  Millar, 1978
- Eudistoma tarponense  Van Name, 1945
- Eudistoma tigrum Kott, 1990
- Eudistoma toealensis Millar, 1975
- Eudistoma tokarae Tokioka, 1954
- Eudistoma tokiokta  Nishikawa, 1990
- Eudistoma tridentatum (Heiden, 1893)
- Eudistoma tumidum Kott, 1990
- Eudistoma vannamei Millar, 1977
- Eudistoma versicolor  Rocha & Oliveira, 2014
- Eudistoma vineum Monniot F. & Monniot C., 2001
- Eudistoma viride  Tokioka, 1955
- Eudistoma vitiata Kott, 1981
- Eudistoma vitreum (Sars, 1851)
- Eudistoma vulgare  Monniot F., 1988

- Eudistoma parvum (Oka, 1927) (nomen dubium)

Niet geaccepteerde soorten:
- Eudistoma arenaceum (Sluiter, 1901) → Eudistoma ovatum (Herdman, 1886)
- Eudistoma cyaneum (Herdman, 1899) → Sigillina cyanea (Herdman, 1899)
- Eudistoma digitatum Millar, 1962 → Sigillina digitata (Millar, 1962)
- Eudistoma discolor (Sluiter, 1909) → Eudistoma amplum (Sluiter, 1909)
- Eudistoma fantasiana Kott, 1957 → Sigillina fantasiana (Kott, 1957)
- Eudistoma lobatum (Ritter, 1900) → Cystodytes lobatus (Ritter, 1900)
- Eudistoma moebiusi (Hartmeyer, 1905) → Sigillina moebiusi (Hartmeyer, 1905)
- Eudistoma muscosum Kott, 1990 → Eudistoma sluiteri Hartmeyer, 1909
- Eudistoma parva (Sluiter, 1900) → Eudistoma laysani (Sluiter, 1900)
- Eudistoma rigida Tokioka, 1955 → Eudistoma glaucum (Sluiter, 1909)
- Eudistoma rubra Tokioka, 1954 → Eudistoma tokiokai Nishikawa, 1990
- Eudistoma snakabri Tokioka, 1954 → Eudistoma angolanum (Michaelsen, 1914)
- Eudistoma tokara Tokioka, 1954 → Eudistoma tokarae Tokioka, 1954
- Eudistoma torosum (Sluiter, 1909) → Exostoma ianthinum (Sluiter, 1909)
- Eudistoma vastum (Millar, 1962) → Sigillina vasta Millar, 1962
- Eudistoma viridis Tokioka, 1955 → Eudistoma viride Tokioka, 1955